# Descurainia kenheilii
Descurainia kenheilii är en korsblommig växtart som beskrevs av Al-shehbaz. Descurainia kenheilii ingår i släktet stillfrön, och familjen korsblommiga växter. Inga underarter finns listade i Catalogue of Life.